# Sonny Bono
Salvatore Phillip „Sonny” Bono (n. 16 februarie 1935, Detroit, Michigan – d. 5 ianuarie 1998, Stateline, Nevada, lângă South Lake Tahoe, California) a fost un artist american, producător de înregistrări, actor și politician a cărui carieră s-a întins de-a lungul a peste trei decenii.

## Biografie
În perioada anilor 1960, timp de circa zece ani, Sonny Bono și Cher au creat un cuplu muzical foarte cunoscut și iubit în Statele Unite, cunoscut sub numele de scenă de Sonny și Cher. Cei doi s-au căsătorit, dar relația lor nu a fost funcțională. Ulterior, Cher a avut o impresionantă carieră artistică, atât ca solistă vocală, cât și ca actriță.
Bono candidează și este ales ca primar al  orașului Palm Springs, California, între anii 1988 și 1992.

## Filmografie selectivă
- Evadare din Atena (1979)
- Airplane II: The Sequel (1982)
- Troll (1986)
- Hairspray (1988)
- Men in Black (1997)